# Andrena testaceipes
Andrena testaceipes là một loài Hymenoptera trong họ Andrenidae. Loài này được Saunders mô tả khoa học năm 1908.